# Estratopausa

Capas de la atmósfera.

La estratopausa es la capa de transición que está situada entre la mesosfera y estratosfera. 
La mayor parte del ozono de la atmósfera se sitúa en torno a 22 kilómetros por encima de la superficie de la Tierra, en la región próxima a la estratopausa, en la parte superior de la estratosfera, esta tiene como límite superior la estratopausa, donde está el punto de inflexión de la temperatura, la cual se mantiene en torno a 0°C. 
Los movimientos del aire en esta región son casi en su totalidad horizontales, siguiendo a los vientos de la estratosfera.